# 韋利卡亞河 (楚科奇自治區)
韋利卡亞河是俄羅斯的河流，位於楚科奇自治區南部，河道全長556公里，流域面域31,000平方公里，從發源地科里亞克山脈流入白令海，河口有白鯨出沒。
64°00′N 176°15′E / 64.000°N 176.250°E